# Scheepslaadarm

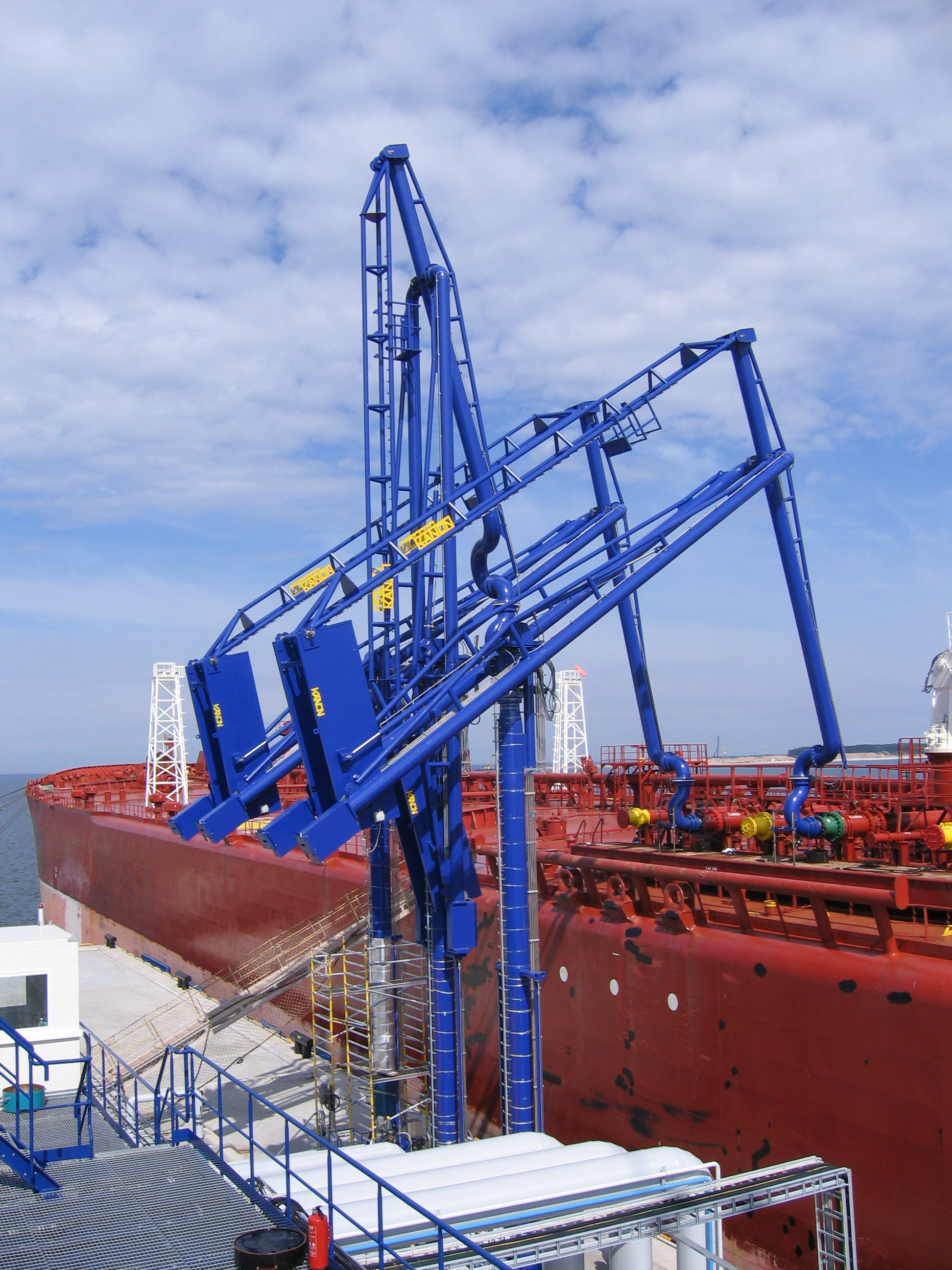
Scheepslaadarm

Een scheepslaadarm is een laad- en losinstallatie uitgerust met leidingen. De laadarm staat hierbij op de wal en verbindt het leidingstelsel van de terminal met de tanker.

## Ontwerp
Een scheepslaadarm is een alternatief voor een directe verbinding van schip met de wal door slangen. De laadarm wordt gemonteerd op een steiger en verbindt het schip met de los-/laadinstallatie op de wal. Bij grote schepen ligt de druk in de leidingen veel hoger, net als het debiet waarmee de lading door de leidingen stroomt. Hiervoor zijn stevigere en veiligere constructies nodig. De laadarmen maken gebruik van een draaibare component. Dit maakt het mogelijk voor de laadarm om de beweging van het schip te volgen dat aan de kade afgemeerd ligt.
Er bestaat een grote variëteit aan laadarmen. Het gebruik van een bepaalde laadarm wordt gebaseerd op basis van de soort lading. Factoren die van invloed zijn op het ontwerp van de arm zijn onder andere de grootte van het schip, het debiet waarmee men zal laden of lossen en de temperatuur van de lading.

## Veiligheid
Bij de hydraulische systemen is er een ‘emergency release coupler’ ingebouwd. Indien er zich calamiteiten voordoen, zal deze ervoor zorgen dat het schip op een veilige manier afgekoppeld wordt. Met behulp van een alarm systeem worden de operators gewaarschuwd wanneer het schip zich buiten het gespecificeerde werkgebied begeeft en bijgevolg het laadproces beëindigd wordt. Tijdens het laden moet eerst het 'emergency shutdown system' van de wal geactiveerd worden. Dit kan via een verlengstuk van aan boord gebeuren. Tijdens het lossen van de lading moet het systeem van op het schip zelf geactiveerd worden. Er kan een verlengstuk geplaatst worden zodat dit vanaf de wal geactiveerd kan worden.
Voor de verbinding tussen schip en laadarm verbroken wordt, moet de leiding van de laadarm leeg zijn. De leiding kan geleegd worden met lucht onder hoge druk indien het om diesel of benzine gaat. In het geval van kerosine of petroleum worden de leidingen geleegd met behulp van een pomp voor ze losgekoppeld worden.
Tussen de leiding van het schip en de leiding van de laadarm bevindt zich een isolerende flens. Deze zorgt ervoor dat het schip elektrisch geïsoleerd wordt ten opzichte van de scheepslaadarm. Dit is nodig om het geleiden van statische elektriciteit te vermijden. Dit kan namelijk vonken veroorzaken die ontbranding van de lading tot gevolg kunnen hebben.